# Nievenheimer Gau
Der Nievenheimer Gau (pago niuenhem/niuenem) bzw. Neusser Gau (pagus nivesum bzw. pagus minor ducatus Ripuariorum) war ein merowingisch-karolingischer Gau in Ripuarien. Er wurde ab 796 mehrfach urkundlich erwähnt.

## Name und geographische Lage
Er hat seinen Namen vom Ort Nievenheim, welcher in der Nähe von Zons liegt. Er reichte südlich bis nach Köln (Kölngau), nördlich bis Krefeld-Gellep (Gilde-/Keldagau), westlich wurde er begrenzt von der Niers (Mühlgau). Rechtsrheinisch gegenüber dem Nievenheimer Gau lag ein Gebiet, das als Ruhr- oder Duisburggau erscheint, von der neueren Forschung inzwischen aber Duisburg-Kaiserswerther Grafschaft genannt wird. Das Gebiet zwischen Gillbach und Erft (verwaltet von Hülchrath) wird ab dem 10. Jhd. auch als Gillgau bezeichnet, das Gebiet zwischen Niers und Erft später als Neusser Gau.
Zentraler Ort des Nievenheimer Gaus war im frühen Mittelalter Neuss. In späteren Zeiten wird er deshalb auch als Neusser Gau bezeichnet. Er gehörte im Frühmittelalter zu Ripuarien. Weitere historische Orte waren Teile der Grafschaft Liedberg die das Gebiet zwischen Erft und Niers umfasste und die Grafschaft Hülchrath, südlich der Erft bis zum Kölngau. Um 800 war das Land zwischen Niers und Erft weithin mit dichtem Wald und vielen Sümpfen bedeckt. Für diesen Landstrich konnte für das frühe Mittelalter weder Gau noch Grafschaft nachgewiesen werden. Jakob Bremer geht davon aus, dass dieses Gebiet „sowohl in römischer wie in fränkischer Zeit Staatseigentum war und in enger Beziehung zu den Herrschaftsfamilien stand“, sowohl die Heilige Helena als auch die Königin Plektrudis verfügten hier über Schenkungen. Ein Teil dieses Waldes (von Büttgen bis Holzheim) wurde vom heiligen Liudger 793 Hamarithi (= Hammerrecht) genannt, wo nach altgermanischem Recht mit einem dem Gotte Donar geweihten Hammer die Eigentumsgrenzen bestimmt wurden. Der Ort Holzheim wurde in den Werdener Aufzeichnungen dem Nievenheimer Gau zugeordnet. Bis zum Jahr 1000 wurde das nördliche Gaugebiet vom Stift Kaiserswerth erschlossen, danach durch das Stift Gerresheim.
Bereits im 9. Jahrhundert kam es zur Zersplitterung des Gaugebiets – in dem immer mehr Land und Volk dem Gau entzogen wurde und sich Immunitäten, danach Landesherrschaften (dominium) von mächtigen Grundherren entwickelten. Das Gaugebiet ging später zu größeren Teilen in den Ämtern Hülchrath und Liedberg des Kurfürstentums Köln, sowie in die Herrschaften Dyck, Myllendonk und Elsen  auf.

## Gaugerichte, Freigrafschaft und freie Marktgenossenschaften
Alte Gaugerichte bestanden u. a. in Anrath und Kleinenbroich. Mit fortschreitender Besiedlung dehnten die Grafen des Nivenheimer Gaus von Hülchrath ihre Gewalt auf den Süden des Gebietes aus und errichteten in Kleinenbroich („auf dem gemeinen Broiche bei des Slummen Hofstatt“) ein Grafengericht, die Gräfliche Bank. Das Gaugericht in Kleinenbroich, welches Kleinenbroich, Büttgen, Glehn mit Lüttenglehn, Epsendorf und Scherfhausen, Kapellen und Gilverath umfasste, wurde ab 1369 Gräfliche Bank, 1404 als Gräfliches Gericht und seit 1539 als Gräfliches Land bezeichnet. Es handelte sich hier (nach alten Urkunden) um eine Freigrafschaft (libera iurisdictio). Vorläufer des Kleinenbroicher Gaugerichts war die Dingstätte Danner (Danner Gerichtsstätte) bzw. die Danner Grundherrschaft, die auf merowingische Zeit (450–500) zurückgeht und nach den Weistümern viele Sonderrechte der Bewohner umfasste. In diesem Gebiet, welche in alten Urkunden als „geschlossene, freie Gemeinschaft“ (una libera comecia) bzw. freie Markgenossenschaft bezeichnet wird, gab es „keine unfreien Menschen, keine pflichtgemäßen Abgaben oder Dienste irgendwelcher Art, keinen Mahlzwang usw.“. Der Historiker Jakob Bremer, der jahrzehntelang alle örtlichen Archive ausgewertet hat, bezeichnete diese rechtliche Sonderart als „Freie Bauernrepublik“ auf fränkischem Boden, wo ähnliche Verhältnisse herrschten wie in den Urkantonen der Schweiz.  Die Rechtsstreitigkeiten bzgl. der Sonderrechte gingen bis weit in die Neuzeit. Noch 1746 bezeichneten sich Einwohner von Pesch (heute Stadt Korschenbroich) als „unmittelbare Reichsuntertanen“.

## Orte des Nievenheimer Gaus
Das Gebiet des Nievenheimer Gau auf der linken Rheinseite entspricht nach älteren Untersuchungen dem Gebiet des alten Dekanats Neuss. Zu diesem zählen:
Rheinkassel, Longerich, Grevenbroich, Worringen, Dormagen, Zons, Nievenheim, Kapellen, Norf, Neuss, Holzheim, Husterknupp, Grefrath, Glehn, Korschenbroich, Büttgen, Willich, Kaarst, Anrath, Süchteln, Krefeld, Linn, Büderich bei Neuss, Heerdt, Uedesheim und Grimlinghausen.

## Grafen im Nievenheimer Gau
Grafen des Nievenheimer Gau waren u. a. die lothringischen Pfalzgrafen (bis 1085), nachgewiesen sind u. a. Schenkungen von Ermfried aus dem Hause der Ezzonen in Büttgen.
Pfalzgraf Ermfried